# David Gaudu
David Gaudu (n. 10 octombrie 1996, Landivisiau, Bretagne, Franța) este un ciclist profesionist francez, care concurează în prezent pentru echipa Groupama–FDJ.

## Rezultate în Marile Tururi

### Turul Franței
6 participări
- 2018: locul 34
- 2019: locul 13
- 2020: nu a terminat competiția
- 2021: locul 11
- 2022: locul 4, câștigător al etapei a 10-a
- 2023:

### Turul Spaniei
1 participare
- 2020: locul 8, câștigător al etapelor a 11-a și a 17-a